# Nikica Valentić
Nikica Valentić, hrvaški politik in pravnik, * 24. november, 1950, Gospić, † 3. maj 2023
Odraščal je v Gospiću, nato pa študiral na zagrebški pravni fakulteti. Preden se je vključil v politiko, je bil vodstveni delavec hrvaške naftne družbe INA.
3. aprila 1993 ga je kot člana Hrvaške demokratične zveze predsednik Franjo Tuđman imenoval na položaj predsednika vlade Republike Hrvaške, kjer je ostal do 4. novembra 1995.
Nekaj mesecev po prevzemu položaja je njegova vlada devaluirala hrvaški dinar, s čimer je zaustavila inflacijo in Hrvaški prvič od začetka vojne zagotovila nekaj gospodarske stabilnosti. Junija 1994 je hrvaški dinar nadomestila kuna.
Leta 1995 sta med njegovim predsedovanjem hrvaška vojska in polica izvedli Operacijo Nevihta, kar je končno pripeljalo do konca vojne na Hrvaškem ter v Bosni in Hercegovini. Po izteku mandata je bil do leta 2003 član hrvaškega parlamenta.
Valentić je umrl v starosti 72 let.